# Deixa em Off
"Deixa em Off" é uma canção do grupo brasileira Turma do Pagode e está previsto para fazer parte do álbum ao vivo TDP XV ANOS, previsto para 2016. Foi lançada em 12 de janeiro de 2016 no iTunes. O videoclipe da canção foi lançado em 11 de janeiro de 2016 e o lançamento oficial nas rádios ocorreu no dia 14 do mesmo mês e ano.

## Desempenho nas tabelas musicais
| Parada (2016)                             | Melhor posição |
| ----------------------------------------- | -------------- |
| Brasil - Billboard Brasil Hot 100 Airplay | 38             |

### Tabelas de fim-de-ano
| Parada (2016)                             | Melhor posição |
| ----------------------------------------- | -------------- |
| Brasil - Billboard Brasil Hot 100 Airplay | 98             |